# 栉齿锯螯蛛
栉齿锯螯蛛（学名：Dyschiriognatha dentata）为肖峭科锯螯蛛属的动物。

## 分佈
在中国大陆，分布于四川、广东等地，主要栖息于稻田。该物种的模式产地在四川。

## 外部連結
- 維基物種上的相關：栉齿锯螯蛛